# Mercat secundari
El mercat secundari o mercat de negociació és una part del mercat financer de capitals dedicat a la compravenda de valors que ja han estat emesos en una primera oferta pública o privada, a l'anomenat mercat primari.
A la majoria dels ordenaments, el mercat secundari està compost per tres submercats: les borses de valors, el mercat de Deute Públic anotat en compte, i els mercats oficials de futurs i opcions.

## Fonament del mercat secundari
Els títols valors, tant de renda fixa o variable (accions, obligacions, etc.) són emesos per les empreses al mercat primari, a través de diferents vies. El mercat secundari comença la seva funció a partir d'aquell moment, encarregant-se de les compravendes posteriors dels títols entre els inversors, es comporta com a mercat de revenda, encarregant-se de proporcionar liquiditat als títols. Al mercat secundari, els títols de valors es compren i es venen entre els diferents inversors. Per tant, és una característica important que el mercat secundari tingui una liquiditat molt alta. A l'origen, l'única manera d'aconseguir aquesta liquiditat era que els possibles compradors i venedors es reunissin en un lloc fix amb regularitat. Així és com es van originar les borses de valors.
Del bon funcionament dels mercats secundaris depèn en gran manera l'eficàcia del mercat de capitals, en general, i del mercat primari de valors o d'emissió, en particular. Si el mercat secundari no existís, els inversors es resistirien a comprar valors mobiliaris al mercat d'emissió perquè després no se'n podrien desfer quan necessitessin diners o liquiditat.
Si no hi ha uns mercats secundaris de valors ben organitzats, el mercat primari només podria funcionar de manera precària i les empreses no podrien obtenir del mercat financer els capitals necessaris per al finançament de les seves inversions a llarg termini, cosa que redundaria sense remei en un estrangulament de l'activitat econòmica general.

## Diferents mercats secundaris
Encara que les borses de valors són la part més important i més organitzada dels mercats secundaris no són les úniques, existeixen transaccions extraborsàries fetes a la mida dels compradors i venedors dels títols, són les operacions denominades "Over The Counter", que no es duen a terme en un mercat organitzat sinó de manera particular entre venedor i comprador.

### Borsa de valors
Es tracta d'una institució econòmica en què es contracta tota mena de títols valors: accions, obligacions, fons públics, etc. L'origen del nom en les llengües romàniques i germàniques continentals prové de Bruges, a Bèlgica, on al segle XV el comerç dels efectes esmentats es desenvolupava a la residència dels banquers Van de Bursen, al blasó del qual, a la façana, figuraven esculpides tres bosses. La borsa d'Anvers, hereva de la de Bruges, es va crear el 1574; el 1561 va néixer la Borsa de Londres, que el 1773 va adquirir el seu perfil ja actual; el 1792 la de Nova York, avui la més important del món, seguida de les de Tòquio, Londres, París, Frankfurt, Hong Kong, Singapur, etc. A les operacions actuen com a mediadors els brokers i els dealers, i diàriament, al final de la sessió, es publiquen cotitzacions i l'índex borsari del dia.